# 本橋秀之
本橋 秀之（もとはし ひでゆき、1958年 - ）は、日本の男性アニメーター、キャラクターデザイナー。日本アニメーター・演出協会 (JAniCA) 会員。

## 来歴・人物
工業高校の電気科を在学中に東映動画に足しげく通い、いらなくなったセル画を使って15秒ほどの自主動画を制作したところ、東映動画の広報関係者から紹介を受け、18歳頃に荒木プロダクションへ。その後『ベルサイユのばら』の途中で荒木プロを退社、亀垣一、平山智と共にスタジオZ5を設立、XEBEC M2の代表を務めていた。
熱心な横山光輝ファンとしても知られ、いくつもの横山原作作品に参加。繊細で柔らかい絵柄を描くタイプで、『六神合体ゴッドマーズ』以降は女性ファンの支持が高い。
キャラクターデザインを担当した『ふしぎ遊戯』では先行上映会にて本橋の作画を見て感動した原作者の渡瀬悠宇に泣かれてしまったことがある（泣かれた本橋本人は何か失敗をしたのではないかと勘違いした）。それ以降、渡瀬の別作品である『妖しのセレス』でもキャラクターデザインを担当をすることになった。
亀垣一との共同ペンネーム「亀本秀一」名義での仕事もある。

## 参加作品

### テレビアニメ
1975年
- UFOロボ グレンダイザー（ - 1977年、動画、メカ原画）

1977年
- 惑星ロボ ダンガードA（ - 1978年、原画）
- 新・巨人の星（原画）

1979年
- ベルサイユのばら（ - 1980年、原画）
- 新・巨人の星II（原画）

1980年
- ムーの白鯨（メカ修正）
- 太陽の使者 鉄人28号（ - 1981年、メカ修正、原画、サブキャラクターデザイン）
- 宇宙戦士バルディオス（ - 1981年、作画監督、作画）

1981年
- 戦国魔神ゴーショーグン（キャラクターデザイン）※スタジオZ5名義
- 六神合体ゴッドマーズ（ - 1982年、キャラクターデザイン・作画監督、原画）

1983年
- 銀河漂流バイファム（ - 1984年、作画監督）
- 超時空世紀オーガス（ - 1984年、作画監督）
- 光速電神アルベガス（オープニング原画）

1984年
- ルパン三世 PARTIII（ - 1985年、作画監督）
- よろしくメカドック（ - 1985年、作画監督）
- ビデオ戦士レザリオン（ - 1985年、キャラクターデザイン・作画監督）

1985年
- 蒼き流星SPTレイズナー（ - 1986年、作画監督）
- 昭和アホ草紙あかぬけ一番!（ - 1986年、オープニングアニメーション）
- 三国志（原画）
- プロゴルファー猿（ - 1988年、作画監督）

1986年
- 三国志II 天翔ける英雄たち（原画）

1988年
- 鉄拳チンミ（作画監督）
- 超音戦士ボーグマン（作画監督）
- シティーハンター2（ - 1989年、作画監督）

1989年
- シティーハンター3（ - 1990年、作画監督）
- ビリ犬なんでも商会（作画監督）

1990年
- 美味しんぼ（原画）
- からくり剣豪伝ムサシロード（ - 1991年、作画監督）
- RPG伝説ヘポイ（ - 1991年、作画監督）
- 楽しいムーミン一家（ - 1991年、作画監督）

1991年
- ゲンジ通信あげだま（ - 1992年、作画監督）
- ルパン三世 ナポレオンの辞書を奪え（作画監督）
- 超電動ロボ 鉄人28号FX（ - 1993年、キャラクターデザイン、作画監督）
- 美少女戦士セーラームーン（ - 1997年、作画監督）

1993年
- 疾風!アイアンリーガー（ - 1994年、作画監督・OP作画）

1994年
- とっても!ラッキーマン（ - 1995年、作画監督）
- 魔法騎士レイアース（ - 1995年、作画監督）

1995年
- 鬼神童子ZENKI（キャラクターデザイン、作画監督）
- ふしぎ遊戯（ - 1996年、キャラクターデザイン、作画監督）

1996年
- B'T-X（キャラクターデザイン）
- ガンバリスト!駿（ - 1997年、キャラクターデザイン、作画監督）
- エルフを狩るモノたち（作画監督）
- はりもぐハーリー（ - 1997年、作画監督）

1996年
- 名探偵コナン（作画監督、原画、OP・ED原画）

1997年
- CLAMP学園探偵団（作画監督）

1998年
- DTエイトロン（作画監督）
- 遊☆戯☆王（第1作）（作画監督）
- 快傑蒸気探偵団 TV ANIMATION SERIES（ - 1999年、作画監督）
- まもって守護月天!（ - 1999年、作画監督）
- カウボーイビバップ（ - 1999年、作画監督）
- Night Walker -真夜中の探偵-（作画監督）

1999年
- パワーストーン（作画監督）
- セラフィムコール（ - 1999年、作画監督）
- スージーちゃんとマービー（ - 2000年、作画監督）

2000年
- 妖しのセレス（キャラクターデザイン）
- 女神候補生（作画監督）
- 学校の怪談（作画監督）
- 遊☆戯☆王デュエルモンスターズ（ - 2004年、作画監督・OPED4作画監督）

2001年
- PROJECT ARMS（ - 2002年、作画監督）
- ヒカルの碁（ - 2003年、キャラクターデザイン）

2002年
- 天使な小生意気（ - 2003年、キャラクターデザイン）

2003年
- L/R -Licensed by Royal-（原画）
- D・N・ANGEL（作画監督）
- 高橋留美子劇場（作画監督）
- ロックマンエグゼAXESS（作画監督）

2004年
- 美鳥の日々（作画監督）
- 蒼穹のファフナー（作画監督）
- 月は東に日は西に 〜Operation Sanctuary〜（作画監督）

2005年
- ぺとぺとさん（アニメーションプロデューサー）
- 魔法先生ネギま!（作画監修・作画監督）
- うえきの法則（作画監督）
- アイシールド21（作画監督）
- ガンパレード・オーケストラ（ - 2006年、作画監督）

2006年
- 桜蘭高校ホスト部（作画監督）
- ラブゲッCHU 〜ミラクル声優白書〜（作画監督）

2007年
- デルトラクエスト（作画監督）
- ひとひら（アニメーションプロデューサー・総作画監督）
- ヒロイック・エイジ（ - 2007年、作画監督）
- ZOMBIE-LOAN（アニメーションプロデューサー・総作画監督）

2008年
- みなみけ〜おかわり〜（作画監督）
- To LOVEる -とらぶる-（作画監督）
- 夏目友人帳（作画監督）
- 今日の5の2（作画監督）

2009年
- 続 夏目友人帳（作画監督・原画）
- ルパン三世VS名探偵コナン（PART作画監督）
- 真マジンガー 衝撃!Z編 on television（メカデザイン）
- ジュエルペット（作画監督）
- 花咲ける青少年（作画監督）

2010年
- デュラララ!!（原画）
- テガミバチ（原画）
- テガミバチ REVERSE（作画監督・原画）

2011年
- TIGER & BUNNY（原画）
- 神様ドォルズ（総作画監督・作画監督・原画）

2012年
- LUPIN the Third -峰不二子という女-（原画）
- 神様はじめました（作画監督・原画・OPED原画）
- お兄ちゃんだけど愛さえあれば関係ないよねっ（原画）
- イクシオン サーガ DT（作画監督）

2013年
- AMNESIA（作画監督・原画）
- やはり俺の青春ラブコメはまちがっている。（作画監督）
- カードファイト!! ヴァンガード リンクジョーカー編（OP原画）
- 銀河機攻隊 マジェスティックプリンス（原画）
- ロウきゅーぶ!SS（原画）
- 夜桜四重奏 〜ハナノウタ〜（原画）

2014年
- 神々の悪戯（原画）

2015年
- ユリ熊嵐（原画）
- 境界のRINNE（作画監督）

2016年
- チア男子!!（作画監督）
- 私がモテてどうすんだ（作画監督）
- 夏目友人帳 伍（作画監督）

2017年
- 信長の忍び（作画監督）
- 夏目友人帳 陸（原画）

2018年
- 学園ベビーシッターズ（レイアウト監修・作画監督）
- 学園BASARA（レイアウト監修）

2019年
- グリムノーツ The Animation（原画）

2021年
- ゲッターロボ アーク（キャラクターデザイン・総作画監督・作画監督）

2022年
- ゴールデンカムイ（作画監督・原画）

2024年
- 終末トレインどこへいく?（原画）
- VTuberなんだが配信切り忘れたら伝説になってた（原画）
- グレンダイザーU（原画）

2025年
- 誰ソ彼ホテル（原画）
- 出禁のモグラ（総作画監督）

### 劇場アニメ
- 六神合体ゴッドマーズ（1982年、キャラクターデザイン・作画監督）[3]
- はだしのゲン（1983年、原画）
- うる星やつら2 ビューティフル・ドリーマー（1984年、原画）
- 戦国魔神ゴーショウグン 時の異邦人（1985年、総作画監督）
- プロゴルファー猿 スーパーGOLFワールドへの挑戦!!（1986年、作画監督）
- プロゴルファー猿 甲賀秘境!影の忍法ゴルファー参上!（1987年、作画監督）
- ザ・ボーグマン ラストバトル（1989年、キャラクターデザイン・作画監督）
- アップフェルラント物語（1992年、原画）
- 名探偵コナンシリーズ
  - 名探偵コナン 14番目の標的（1998年、原画）
  - 名探偵コナン 世紀末の魔術師（1999年、原画）
  - 名探偵コナン 瞳の中の暗殺者（2000年、レイアウト）
  - 名探偵コナン 天国へのカウントダウン（2001年、原画）
  - 名探偵コナン ベイカー街の亡霊（2002年、レイアウト）
  - 名探偵コナン 迷宮の十字路（2003年、原画）
  - 名探偵コナン 銀翼の奇術師（2004年、原画）
  - 名探偵コナン 探偵たちの鎮魂歌（2006年、原画）
  - 名探偵コナン 戦慄の楽譜（2008年、原画）
  - 名探偵コナン 漆黒の追跡者（2009年、作画監督補佐・レイアウトチェッカー・原画）
  - 名探偵コナン 天空の難破船（2010年、メカデザイン・原画）
  - 名探偵コナン 沈黙の15分（2011年、メカデザイン・作画監督補佐・原画）
  - 名探偵コナン 11人目のストライカー（2012年、デザインワークス・原画）
  - 名探偵コナン 絶海の探偵（2013年、デザインワークス・原画）
  - 名探偵コナン 異次元の狙撃手（2014年、原画）
  - 名探偵コナン 業火の向日葵（2015年、原画）
  - 名探偵コナン 紺青の拳（2019年、作画監督補佐・原画）
- め組の大吾 火事場のバカヤロー（2000年、キャラクターデザイン）
- 映画 犬夜叉 時代を越える想い（2001年、キャラクターデザイン）
- 映画 犬夜叉 鏡の中の夢幻城（2002年、キャラクターデザイン）
- 映画 犬夜叉 天下覇道の剣（2003年、キャラクターデザイン）
- それいけ!アンパンマン だだんだんとふたごの星（2009年、原画）
- 劇場版 NARUTO -ナルト- 疾風伝 ザ・ロストタワー（2010年、原画）
- それいけ!アンパンマン とばせ! 希望のハンカチ（2013年、原画）
- ルパン三世VS名探偵コナン THE MOVIE（2013年、原画）
- それいけ!アンパンマン ミージャと魔法のランプ（2015年、原画）
- それいけ!アンパンマン おもちゃの星のナンダとルンダ（2016年、原画）

### OVA
- アーバンスクウェア 琥珀の追撃（1986年、作画監督）
- 湘南爆走族（1986年 - 1999年、原画）
- 学園特捜ヒカルオン（1987年、原画）
- 魔境外伝レディウス（1987年、作画監督）
- 遠山桜宇宙帖 奴の名はゴールド（1988年、原画）
- 手天童子（1989年 - 1990年、作画監督）
- 冒険!イクサー3（1990年、作画監督）
- 花のあすか組!2 ロンリーキャッツ・バトルロイヤル（1990年、キャラクターデザイン・作画監督）
- A-Ko The VS / GRAY SIDE（1990年、キャラクターデザイン・作画監督）
- 英雄凱伝モザイカ（1990年 - 1991年、作画監督）
- BURN-UP（1991年、作画監督）
- マーズ（1994年、キャラクターデザイン・作画監督）
- おたくの星座（1994年、作画監督）
- マップス（KSS版）（1994年、作画監督）[4]
- 疾風!アイアンリーガー 銀光の旗の下に（1994年、キャラクターデザイン・総作画監督）
- 小鉄の大冒険（1996年、原画）
- B'T-X NEO（1997年、キャラクターデザイン・総作画監督）[5]
- KEY THE METAL IDOL（1997年、原画）
- ゲキ・ガンガー3 熱血大決戦!!（1998年、原画）
- ときめきメモリアル（1999年、キャラクターデザイン）
- 卒業M〜オレ達のカーニバル〜（1999年、キャラクターデザイン・作画監督）
- 青山剛昌短編集（1999年、原画）
- 青山剛昌短編集2（1999年、原画）
- 聖闘士星矢 冥王ハーデス十二宮編（2003年、作画監督）
- 聖闘士星矢 THE LOST CANVAS 冥王神話（2009年、作画監督）
- マジンカイザーSKL（2011年、原画）
- 史上最強の弟子ケンイチ（2012年、キャラクターデザイン・作画監督）
- 夜桜四重奏 〜ツキニナク〜（2013年、原画）
- 姉ログ 靄子姉さんの止まらないモノローグ（2014年、原画）

### Webアニメ
- 聖闘士星矢 黄金魂 -soul of gold-（2015年、メインキャラクターデザイン）

### その他
- サンダーストーム（1984年、原画）